# Jouillat
Jouillat település Franciaországban, Creuse megyében. Lakosainak száma 383 fő (2022. január 1.). Jouillat Anzême, Bonnat, Champsanglard, Glénic és Roches községekkel határos.

## Népesség
A település népességének változása:
| Lakosok száma | 463  | 395  | 361  | 454  | 429  | 422  | 401  | 387  | 383  | 383  |
|               | 1968 | 1982 | 1990 | 2006 | 2013 | 2015 | 2017 | 2019 | 2020 | 2022 |